# Archie Renaux
Archie James Beale (né le 22 novembre 1997), connu professionnellement sous le nom d'Archie Renaux, est un acteur et mannequin anglais. Il est connu pour ses rôles dans la minisérie Gold Digger sur BBC One (2019) et la série Netflix Shadow and Bone (2021-2023).

## Vie et éducation
Renaux est originaire de Tolworth, à Kingston upon Thames. Sa mère est d'origine anglo-indienne. Il a deux sœurs et un frère. Renaux a fréquenté l'école Richard Challoner (en) avant de suivre une formation à l'Unseen, une école d'art dramatique de Londres. Il a quitté son emploi d'ingénieur en climatisation pour devenir acteur,.

## Carrière
Renaux a commencé sa carrière dans le mannequinat, décrochant des contrats avec des marques telles que Topman, Nasir Mazhar, Moss Bros, Gay Times Magazine et Men's Fashion Week.
En 2017, Renaux a joué dans le film dystopique Zero. En 2019, il a fait ses débuts à la télévision avec un rôle d'invité dans la série Amazon Prime, Hanna et, comme annoncé en 2018, avec un rôle principal en tant que Leo Day dans la mini-série 2019 de BBC One Gold Digger,. Renaux a tenu des petits rôles comme Alex dans le film Voyagers et Bobby dans le film Morbius des studio Marvel.
En octobre 2019, il a été annoncé que Renaux jouerait le rôle de Malyen "Mal" Oretsev dans la série Netflix, Shadow and Bone, une adaptation des séries de livres fantastiques qui se chevauchent, Shadow and Bone et Six of Crows de Leigh Bardugo,. En 2022, Renaux est apparu dans le film comique médiéval d'Amazon Prime, Catherine Called Birdy (en) et le film biographique d'Apple TV+,The Greatest Beer Run Ever. Il jouera prochainement dans les films The Other Zoey et Upgraded, ainsi que dans le prochain volet d'Alien.

## Vie privée
L'acteur a annoncé par un post sur Instagram en juin 2020 que lui et sa compagne, Annie, attendaient un enfant. Leur fille est née en octobre 2020.

## Filmographie

### Cinéma
- 2021 : Voyagers : Alex
- 2022 : Morbius : Bobby
- 2022 : Catherine Called Birdy (en) : Edward the Monk
- 2022 : The Greatest Beer Run Ever : Tommy Collins
- 2023 : The Other Zoey (en) : Miles Maclaren
- 2024 : Upgraded : William
- 2024 : Alien: Romulus : Tyler

### Télévision
- 2019 : Hanna : Feliciano (1 épisode)
- 2019 : Gold Digger : Leo (6 épisodes)
- 2021 - 2023 : Shadow and Bone : La Saga Grisha : Malyen "Mal" Oretsev

### Clips musicaux
- 2016 : Mayflies de Benjamin Francis Leftwich
- 2017 : Searching de Liv Dawson (en)

## Voix françaises
- Bruno Méyère dans Le Doute (série télévisée)
- Gauthier Battoue dans Shadow and Bone : La Saga Grisha (série télévisée)
- Alan Aubert-Carlin dans Morbius
- Stéphane Otero dans The Greatest Beer Run Ever
- Hugo Brunswick dans L'Autre Zoey (en)
- Sébastien Mortamet dans Surclassée
- Martin Faliu dans Alien: Romulus